# Properati
Properati es un buscador de anuncios clasificados para venta y alquiler de inmuebles que funciona en 5 países de Sudamérica (Argentina, Colombia, Ecuador, Perú y Uruguay). Fue fundado en 2012 en Buenos Aires, Argentina. En Colombia, Argentina y Ecuador se ha posicionado dentro de los 5 portales de búsqueda de inmuebles más utilizados, según múltiples reportes (La República, Revista Vistazo y Soledad Balayán).
Junto con Trovit, Mitula, Nuroa, Icasas, La Encontré, Punto Propiedad, Globaliza, DotProperty, HipFlat y Thailand Property,  forman la red de agregadores y portales de anuncios clasificados de Lifull Connect.

## Producto
De cara a los usuarios que buscan vivienda, el servicio del portal funciona como un buscador con una interfaz sencilla. El usuario puede ingresar el lugar de interés y seleccionar opciones sobre las características de la propiedad que busca. El portal de inmuebles funciona a través de navegadores de internet, tanto en versión móvil como web. 
Los resultados de búsqueda se presentan en listados de propiedades y estadísticas sobre las zonas de la ciudad. El sitio web ofrece ver las propiedades en listado o mapa. La versión del mapa incluye datos sobre transporte (estaciones y servicios de transporte disponible en cada ciudad), hospitales, escuelas y estaciones de policía. Las fuentes de datos provienen de bases de datos abiertas como OpenStreetMap, Wikimapia, DBpedia, Geonames y múltiples Gobiernos Abiertos.
El portal no permite a cualquier usuario anunciar directamente. El principal producto de Properati está enfocado en desarrolladores inmobiliarios y agencias de bienes raíces. Inmobiliarias, agentes o desarrolladores inmobiliarios pagan al portal por publicar los anuncios y promociones en el sitio web. La plataforma, a cambio, les ofrece contactos de personas interesadas en adquirir o alquilar una propiedad.

### Datos abiertos
El portal ofrece una base de datos abierta con los anuncios clasificados disponibles de manera histórica en todos los países donde tiene presencia. Los datos son publicados con una licencia Creative Commons 3.0.
Además, el portal tiene un equipo dedicado a realizar análisis de datos que combinan datos del mercado inmobiliario con datos sobre las ciudades. Dentro de los análisis se ofrecen herramientas como un valuador de propiedades, un mapa de calor y un mapa 3D que muestran distinta información de los anuncios clasificados resumidos y calculados para presentar un enfoque en específico.

## Historia
Properati fue fundada en 2012 por el economista Gabriel Gruber y el programador Martín Sarsale. De acuerdo con Gruber en una entrevista con El Cronista, la plataforma surge tras haber lanzado Sumavisos, en 2009, un buscador de clasificados de inmuebles, autos y empleos y que llegó a tener 10 millones de usuarios mensuales.
Desde su fundación y hasta 2018, Properati consiguió financiamiento de diferentes grupos de inversores que le permitieron expandirse a Brasil, México y Chile. En 2014, concretó la compra del portal inmobiliario Imovel do Propietario de Brasil.
En junio de 2018, OLX Group, una compañía global de productos en tecnología, compró Properati. En la transacción se excluyeron los desarrollos en los países de Brasil, México y Chile. A partir de la compra, Properati amplió sus operaciones a Colombia, Ecuador y Perú.
En 2019, estableció operaciones comerciales en los tres nuevos países de la mano de OLX, que ofrecía servicios digitales para anuncios de venta de segunda mano incluyendo autos y empleos. Desde 2020, lanzó un servicio y producto digital de asesoría inmobiliaria.
A partir de enero de 2022, la firma japonesa Lifull Connect completó la adquisición completa de Properati de OLX Group. De esa forma, el portal de origen argentino forma parte de la red de portales que incluyen a los agregadores Trovit, Mitula, Nestoria y Nuroa y a los buscadores Icasas, Punto Propiedad, La Encontré,  Globaliza, DotProperty, HipFlat y Thailand Property.
Meses después, OLX Group anunció el cierre de operaciones en Ecuador y Perú.

## Línea de tiempo
2012: Se fundó en Buenos Aires, Argentina. 
2013: Properati inicia operaciones en Brasil, México, Chile y Perú.
2018: OLX Group adquirió Properati. Y cierre de operaciones en Brasil, México y Chile.
2019: Properati se establece en 5 países: Argentina, Colombia, Perú, Ecuador y Uruguay.
2021: Properati lanza un servicio digital transaccional para vender casas.
2022: Lifull Connect adquirió Properati de OLX Group.

## Uso de datos de Properati
En 2014, Properati publicó un mapa llamado ‘Platanometro’, que tenía como objetivo presentar la ubicación geográfica de los árboles de plátanos de sombra o Platanus hispánic. En Buenos Aires, durante la primavera, época de florecimiento de estas especies, es común la presencia de síntomas de alergia. La herramienta creada por el portal ha sido utilizada en libros y en múltiples publicaciones de medios digitales, como ejemplo de uso de datos abiertos.
En 2022, la maestría ‘Master in Management + Analytics’ (MiM+A) de la Universidad Torcuato Di Tella (UTDT) lanzó una competencia académica en la plataforma Kaggle. El objetivo era crear un algoritmo de Machine Learning que pueda predecir la cantidad de  contactos que puede tener un anuncio publicado en el portal.
Además, el uso y difusión de distintos datos y estudios fue reconocido por la organización Open Government Partnership, Media Party (Hack Hackers Buenos Aires) y de Northeastern University’s Co-Lab for Data Impact & School of Journalism.
Properati ha difundido informes sobre el mercado inmobiliario desde distintos puntos de vista. Medios de comunicación de diferentes países de la región se han hecho eco de las cifras publicadas por el portal. Destaca la cobertura brindada en épocas de elecciones locales en Argentina, el análisis del ‘Sueldómetro’ en Colombia y Ecuador, y datos sobre el mercado en la BBC y The New York Times.

## Críticas
Al igual que en otros portales inmobiliarios, la calidad de la información que se publica depende de la precisión de agentes inmobiliarios y promotores inmobiliarios al compartir los datos de la propiedad. Una de las principales críticas es la actualización de los anuncios disponibles o dados de baja. El índice de búsqueda de Properati es tan preciso y actual como los datos proporcionados por sus fuentes (agentes y constructoras). 